# 大脳半球
大脳半球（だいのうはんきゅう、Cerebral hemisphere）は、大脳縦裂によって左右に分けられる大脳の二つの半球状構造である。各大脳半球は、外側に灰白質からなる大脳皮質をもち、その内側に白質が存在する。
真獣類では、左右の大脳半球は極めて大きな神経線維束である脳梁によって連結される。前交連、後交連、脳弓などの小規模な連合繊維も両半球をつなぎ、左右の脳機能を協調させる。
大脳半球には、後頭極、前頭極、側頭極の三つの極がある。
中心溝は頭頂葉と前頭葉を分ける顕著な脳溝であり、一次運動野と一次体性感覚野を隔てる。
肉眼的には、左右の半球はほぼ鏡像対称であるが、ヤコブレフの捻れ（Yakovlevian torque）のように右半球がわずかに前方へずれる微細な非対称性も観察される。ミクロレベルでは、大脳皮質は、細胞機能、神経伝達物質の量、受容体サブタイプなどに左右差を示す。ただし、これらの差異の多くは個体差が大きく、すべての個体や種で一様というわけではない。

## 構造
各大脳半球は、灰白質からなる大脳皮質の外層と、その内部にある白質(半卵円中心)で構成されている。大脳内部には側脳室、大脳基底核などが含まれ、脳梁を介して情報が伝播する。

### 極

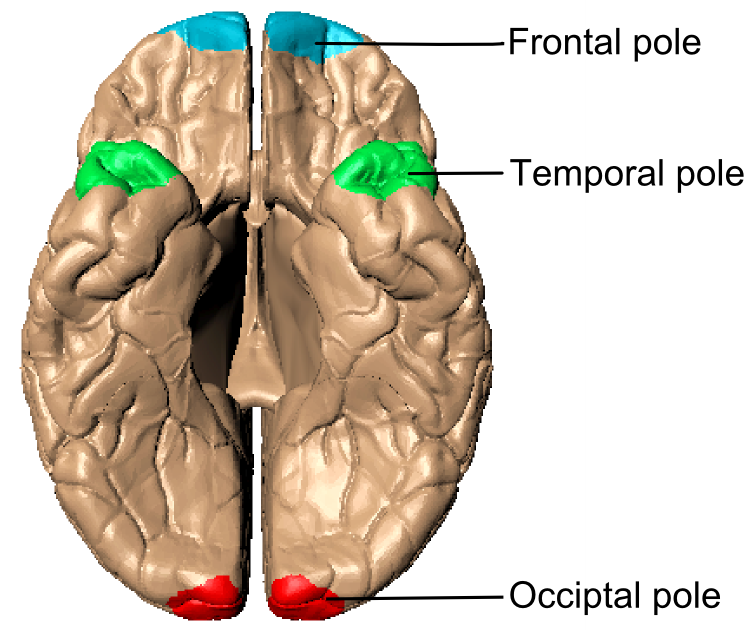
大脳半球の極。

大脳には前頭極(Frontal pole)、後頭極(Occipital pole)、側頭極(Temporal pole)の3つの極が存在する。前頭極は、各半球の前頭葉の最前部、後頭極は後頭葉の後端、側頭極は前頭極と後頭極の間に位置し、各側頭葉の中頭蓋窩の前部に位置している。後頭極は前頭極に比べて尖った構造をしている。

## 発生
大脳半球は終脳に由来する。受胎5週目に両側の側方の壁が陥入して形成され、C字形に前方へ伸びてから後方へ巻き戻り、内部構造（脳室など）を引き込む。モンロー孔により側脳室と第三脳室が接続する。脈絡叢は上衣細胞と血管性間葉から分化する 。

## 機能

### 大脳半球の側性化
大衆心理学では、論理的思考や創造性のような特定の脳機能が脳の右半球または左半球に偏在しているという主張がなされることがあるが、これらの主張は不正確であることが多く、実際にはほとんどの脳機能は両半球に分散して存在している。科学的に確立した非対称性の多くは低次の知覚処理に関するものであり、高次機能ではない。低次の知覚処理では、神経組織は身体の反対側を表象する傾向がある。
科学的に確立された左右非対称性の例として、言語野(ブローカ野とウェルニッケ野)が知られている。これらの領域は左半球にのみ存在すると言われているが、実際は利き手の左右と対応することが多く、通常、利き手とは反対側の大脳半球に存在する。意味、イントネーション、アクセント、韻律といった機能の側性化はその後疑問視され、主に両半球の神経基盤にあることが判明した。

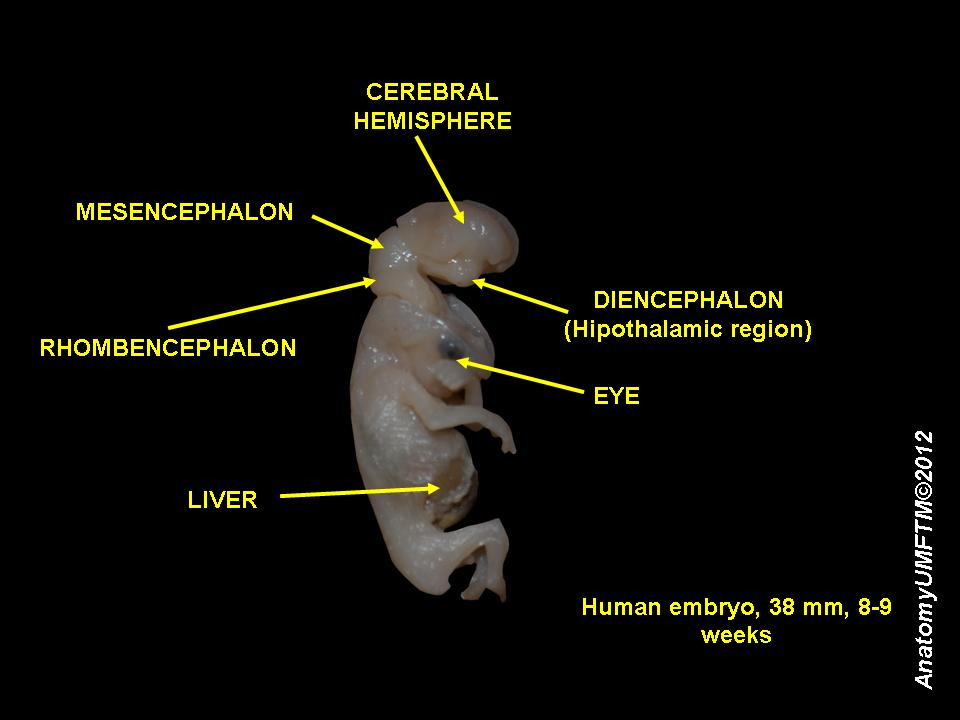
8 週目のヒト胎児の大脳半球。

左右半球の非対称性は様々な点で確認されている。大きさは右半球の方がわずかに大きく、ノルアドレナリンの濃度は右半球で高い一方、ドーパミンの濃度は左半球で高い。右半球には白質が多く、左半球には灰白質が多い。 また、右半球はテストステロンに対する感受性が高い。

## 臨床的意義
半卵円中心は梗塞が発生する可能性がある。 
てんかんの治療として、脳梁を切断し、両脳半球間の主要な接続を切断する手術が行われることがある 。
重篤なてんかん発作に適用される稀な手術として、脳の片方の半球を切除または機能不全にする大脳半球切除術が行われることがある。

## 追加画像

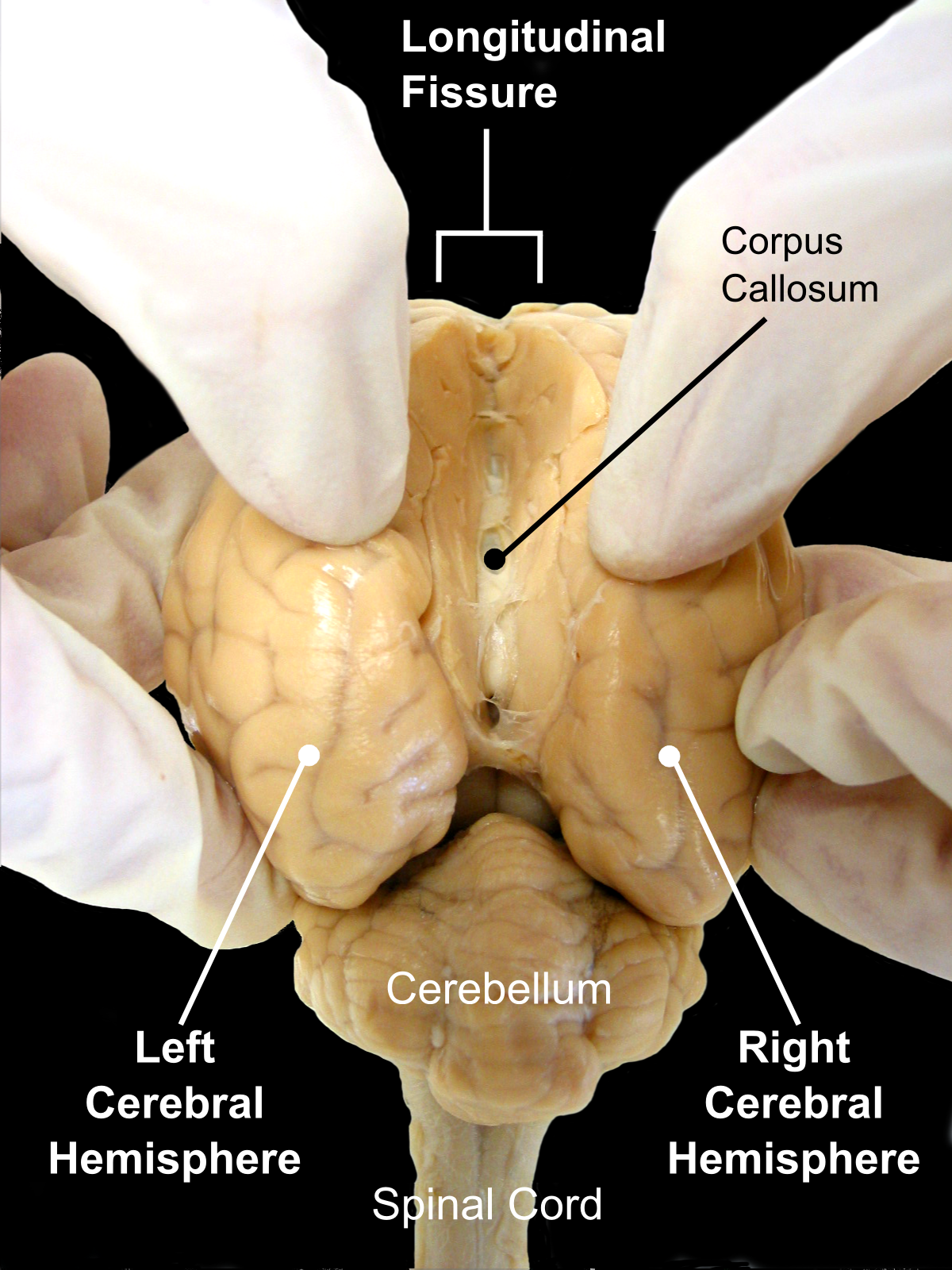
羊の脳を後ろから見た図。左右の大脳半球を隔てる大脳縦裂が確認できる。
大脳半球の側面（前頭極はおおむね10野、後頭極は17野、側頭極は38野に位置する）。